# Roda de Falkirk

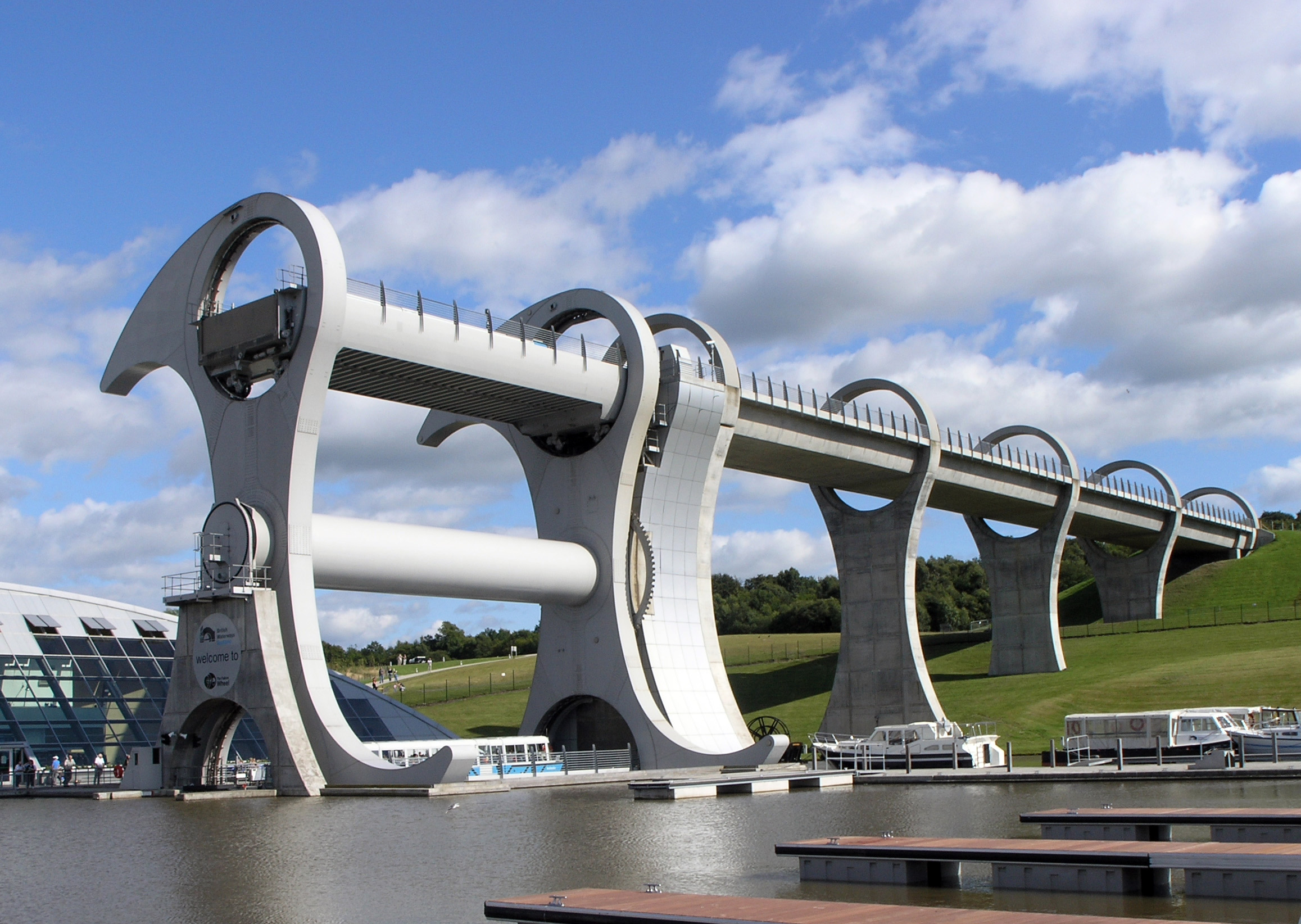
A roda de Falkirk, Escócia

A roda de Falkirk ou Falkirk wheel é um elevador de barcos rotativo, mais especificamente o trecho final do sistema de canais da Escócia, que permite que barcos pequenos possam acessar dois canais - do trofeu Primeiro para o Estuário de Clyde, construído pela Renovação dos canais "Escócia". A diferença na altura entre os dois canais é de 35 metros, aproximadamente a altura de um edifício de oito andares.
Quando os canais foram renovados foi decidido que tentar consertar ou reconstruir as eclusas estava fora de cogitação. Foi então criado o sistema de elevação individual de pequenas embarcações, rotatório.
A roda acomoda barcos com dimensões de até 4 m por 20 m de comprimento em um único vão, e quando um lote desce o outro sobe ao mesmo tempo. A rotação de 180º leva apenas 4 minutos, com um consumo mínimo de energia, uma vez que o dois vãos têm o mesmo peso, quer tenham ou não barcos em seu interior.
Trata-se, simultaneamente, de uma obra de arquitetura e engenharia, projetada pelos escritórios RMJM Architects, Ove Arup & Partners e Butterley Engineering.